# 魏臻
魏臻（1965年3月—），安徽无为人，汉族，中国民主同盟盟员。中华人民共和国政治人物。

## 生平
2018年2月24日，当选为第十三届全国人大代表。